# Kastavska čitalnica
Kastavska čitalnica bila je prva hrvatska čitaonica u Istri, koju su osnovali istarski domoljubi u Kastvu 1866.

## Pozadina
Iako je Istra kroz cijelu povijest bila hrvatska pokrajina s većinskim hrvatskim stanovništvom, talijanski ekstremisti smatrali su da je Istra talijanska pokrajina i da je treba pripojiti Italiji. Taj pokret, iredentizam, naročito se razbuktao nakon ujedinjenja Italije. Talijanski iredentisti u Istri su provodili nasilnu talijanizaciju hrvatskog i slovenskog stanovništva, protiv čega su se pobunili hrvatski intelektualci. Pošto im je političko djelovanje bilo ograničeno, mogli su djelovati samo kulturno.

## Povijest
Kastavska čitalnica osnovana je 27. prosinca 1866. u priobalnom gradiću Kastvu. Prvi predsjednik postao je Vjekoslav Vlah, a prvi tajnik Antun Rubeša. Kastavska čitalnica bila je prva hrvatska čitaonica u Istri, koja je služila okupljanju inteligencije i građanstva. Oblikujući kulturno-povijesnu djelatnost, Čitalnica je odigrala važnu ulogu u povijesti kastavštine i Istre. Članovi Čitalnice zaslužni su za organiziranje Prvoga Tabora Hrvata Istre i Kvarnera u svibnju 1871., te za otvaranje niza čitaonica u Istri i Kvarneru. Čitaonica u Velom Lošinju otvorena je već 1867., a čitaonica u Puli 1869.

## Istaknuti predstavnici
- Vjekoslav Vlah
- Antun Rubeša
- Ernest Jelušić
- Dr. Fran Bachmann
- Andrija Marotti
- Matko Laginja
- Matko Mandić
- Vjekoslav Spinčić